# Kelâat Es-Sraghna (provincie)
Kelâat Es-Sraghna is een provincie in de Marokkaanse regio Marrakech-Tensift-Al Haouz.
Kelâat Es-Sraghna telde in 2004 754.705 inwoners op een oppervlakte van 10.070 km².

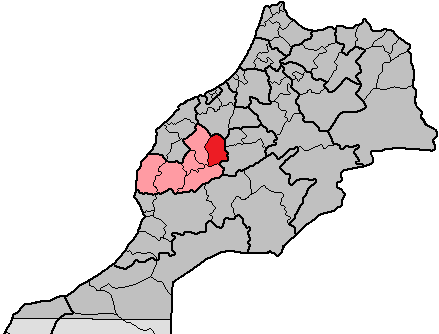
Provincie na splitsing in 2009 en voor hertekening regio's in 2015

In 2009 werden de provinciegrenzen aangepast en ontstond uit de oude provincie door afsplitsing van de westelijke helft een nieuwe, bijkomende provincie Rehamna.
Van de 754.705 inwoners (2004) binnen de oude provinciegrenzen, bleven er in de gereduceerde provincie 466.268 over.  Van de oorspronkelijke oppervlakte van 10.070 km² bleef 4.214 km². De bevolkingsdichtheid steeg van 74,9 inw./km² naar 110,6 inw./km².
Door de grondswetwijziging van 2011 werden de regio's in 2015 hertekend.  De provincie maakte tot 2015 deel uit van de voormalige regio Marrakech-Tensift-Al Haouz die na uitbreiding werd aangeduid als Marrakech-Safi.

## Bestuurlijke indeling
De provincie is bestuurlijk als volgt ingedeeld:
| Name                   | Geografische code | Type                | Huishoudens | Inwoners (2004) | Buitenlanders | Marokkanen | Opmerkingen                                                                                     |
| ---------------------- | ----------------- | ------------------- | ----------- | --------------- | ------------- | ---------- | ----------------------------------------------------------------------------------------------- |
| El Kelaâ Des Sraghna   | 191.01.03.        | Gemeente            | 13722       | 68694           | 27            | 68667      |                                                                                                 |
| Laattaouia             | 191.01.05.        | Gemeente            | 3769        | 20237           | 0             | 20237      |                                                                                                 |
| Sidi Rahhal            | 191.01.07.        | Gemeente            | 1228        | 6352            | 1             | 6351       |                                                                                                 |
| Tamallalt              | 191.01.09.        | Gemeente            | 2137        | 12212           | 2             | 12210      |                                                                                                 |
| Chtaiba                | 191.03.01.        | Landelijke gemeente | 1246        | 7874            | 0             | 7874       |                                                                                                 |
| Eddachra               | 191.03.03.        | Landelijke gemeente | 1032        | 6754            | 0             | 6754       |                                                                                                 |
| El Aamria              | 191.03.05.        | Landelijke gemeente | 1337        | 8382            | 0             | 8382       |                                                                                                 |
| El Marbouh             | 191.03.07.        | Landelijke gemeente | 1294        | 7587            | 0             | 7587       |                                                                                                 |
| Errafiaya              | 191.03.09.        | Landelijke gemeente | 780         | 4559            | 0             | 4559       |                                                                                                 |
| Hiadna                 | 191.03.11.        | Landelijke gemeente | 1402        | 9501            | 0             | 9501       |                                                                                                 |
| Lounasda               | 191.03.13.        | Landelijke gemeente | 1503        | 9568            | 0             | 9568       |                                                                                                 |
| Mayate                 | 191.03.15.        | Landelijke gemeente | 1779        | 11504           | 0             | 11504      |                                                                                                 |
| Oulad Aamer            | 191.03.17.        | Landelijke gemeente | 926         | 6089            | 0             | 6089       |                                                                                                 |
| Oulad Bouali Loued     | 191.03.19.        | Landelijke gemeente | 933         | 6031            | 0             | 6031       |                                                                                                 |
| Oulad Cherki           | 191.03.21.        | Landelijke gemeente | 1019        | 7165            | 0             | 7165       |                                                                                                 |
| Oulad El Garne         | 191.03.23.        | Landelijke gemeente | 1069        | 6174            | 0             | 6174       |                                                                                                 |
| Oulad Massaoud         | 191.03.25.        | Landelijke gemeente | 749         | 4773            | 0             | 4773       |                                                                                                 |
| Oulad Msabbel          | 191.03.27.        | Landelijke gemeente | 852         | 5527            | 0             | 5527       |                                                                                                 |
| Oulad Sbih             | 191.03.29.        | Landelijke gemeente | 970         | 6131            | 0             | 6131       |                                                                                                 |
| Oulad Yaacoub          | 191.03.31.        | Landelijke gemeente | 1152        | 6497            | 1             | 6496       |                                                                                                 |
| Oulad Zarrad           | 191.03.33.        | Landelijke gemeente | 1744        | 11228           | 0             | 11228      |                                                                                                 |
| Sidi El Hattab         | 191.03.35.        | Landelijke gemeente | 1149        | 8191            | 0             | 8191       |                                                                                                 |
| Sidi Moussa            | 191.03.37.        | Landelijke gemeente | 1314        | 9260            | 0             | 9260       |                                                                                                 |
| Taouzint               | 191.03.39.        | Landelijke gemeente | 813         | 5111            | 0             | 5111       |                                                                                                 |
| Znada                  | 191.03.41.        | Landelijke gemeente | 1530        | 8830            | 1             | 8829       |                                                                                                 |
| Assahrij               | 191.05.01.        | Landelijke gemeente | 2188        | 14165           | 0             | 14165      | 1732 inwoners woonde in het centrum, genaamd Assahrij; 12433 inwoners woonde op het platteland. |
| Bouya Omar             | 191.05.03.        | Landelijke gemeente | 2142        | 13640           | 3             | 13637      |                                                                                                 |
| Choara                 | 191.05.05.        | Landelijke gemeente | 1489        | 9577            | 0             | 9577       |                                                                                                 |
| Dzouz                  | 191.05.07.        | Landelijke gemeente | 1479        | 9525            | 0             | 9525       |                                                                                                 |
| Fraita                 | 191.05.09.        | Landelijke gemeente | 1759        | 10555           | 0             | 10555      |                                                                                                 |
| Jbiel                  | 191.05.11.        | Landelijke gemeente | 1751        | 10852           | 0             | 10852      |                                                                                                 |
| Jouala                 | 191.05.13.        | Landelijke gemeente | 1771        | 11373           | 0             | 11373      |                                                                                                 |
| Laatamna               | 191.05.15.        | Landelijke gemeente | 1697        | 10110           | 0             | 10110      |                                                                                                 |
| Laattaouia Ech-Chaybia | 191.05.16.        | Landelijke gemeente | 673         | 3890            | 0             | 3890       |                                                                                                 |
| Loued Lakhdar          | 191.05.17.        | Landelijke gemeente | 1469        | 9362            | 0             | 9362       |                                                                                                 |
| M'Zem Sanhaja          | 191.05.19.        | Landelijke gemeente | 1359        | 9253            | 1             | 9252       |                                                                                                 |
| Ouargui                | 191.05.21.        | Landelijke gemeente | 1615        | 10113           | 0             | 10113      |                                                                                                 |
| Oulad Aarrad           | 191.05.23.        | Landelijke gemeente | 1002        | 6491            | 0             | 6491       |                                                                                                 |
| Oulad Khallouf         | 191.05.25.        | Landelijke gemeente | 1249        | 8064            | 0             | 8064       |                                                                                                 |
| Sidi Aissa Ben Slimane | 191.05.27.        | Landelijke gemeente | 2795        | 17708           | 0             | 17708      |                                                                                                 |
| Sour El Aaz            | 191.05.29.        | Landelijke gemeente | 684         | 3910            | 0             | 3910       |                                                                                                 |
| Zemrane                | 191.05.31.        | Landelijke gemeente | 2477        | 15996           | 0             | 15996      |                                                                                                 |
| Zemrane Charqia        | 191.05.33.        | Landelijke gemeente | 4198        | 27415           | 1             | 27414      |                                                                                                 |

Ben Slimane · Khouribga · Settat · El Jadida · Safi · Boulmane · Fez · Moulay Yacoub · Sefrou · Kénitra · Sidi Kacem · Casablanca · Médiouna · Mohammedia · Nouaceur · Assa-Zag · Guelmim · Tan-Tan · Tata · Boujdour · Es-Semara · Lâayoune · Al Haouz · Chichaoua · Essaouira · Kelâat Es-Sraghna · Marrakech · Al Ismaïlia · El Hajeb · Errachidia · Ifrane · Khénifra · Meknès · Berkane · Figuig · Jerada · Driouch · Nador · Oujda-Angad · Taourirt · Aousserd · Oued ed Dahab · Khémisset · Rabat · Salé · Skhirat-Témara · Agadir-Ida-Ou-Tanane · Inezgane-Aït Melloul · Chtouka-Aït Baha · Ouarzazate · Taroudant · Tiznit · Zagora · Azilal · Béni-Mellal · Chefchaouen · Fahs-Bni Mkada · Larache · Tanger-Asilah · Tétouan · Al Hoceima · Taounate · Taza